# Пригоров Олексій Вікторович
Олексі́й Ві́кторович Приго́ров (25 червня 1987, Харків) — український стрибун у воду, бронзовий призер Олімпійських ігор, Заслужений майстер спорту України.
Олексій Пригоров тренується у Харкові. Тренер — Володимир Молчанов. Перший тренер — Тетяна Толчанова.
Олімпійську медаль він виборов на пекінській Олімпіаді в синхронних стрибках із триметрового трапліна в парі з Іллєю Квашею.
Студент Харківської державної академії фізичної культури.
У грудні 2014 року головний тренер збірної України зі стрибків у воду Тамара Токмачова розповідала в інтерв'ю для "СЭ в Украине", що Пригоров написав заяву про вихід зі збірної команди України, і готувався до переїзду в Азербайджан.
У 2018 році Пригоров брав участь у змаганнях в окупованому Криму Crimea Cliff Diving World Cup. Він також був у заявці на ці змагання у 2019 році.

## Державні нагороди
- Орден «За мужність» III ст. (4 вересня 2008) — за досягнення високих спортивних результатів на XXIX літніх Олімпійських іграх в Пекіні (Китайська Народна Республіка), виявлені мужність, самовідданість та волю до перемоги, піднесення міжнародного авторитету України[8]